# Deštná (ort i Tjeckien, Södra Mähren)
Deštná är en ort i Tjeckien.   Den ligger i regionen Södra Mähren, i den östra delen av landet, 160 km öster om huvudstaden Prag. Deštná ligger 450 meter över havet och antalet invånare är 235.
Terrängen runt Deštná är platt åt nordost, men åt sydväst är den kuperad. Runt Deštná är det ganska tätbefolkat, med 67 invånare per kvadratkilometer. Närmaste större samhälle är Svitavy, 17,3 km norr om Deštná. I omgivningarna runt Deštná växer i huvudsak blandskog.